# Сирих Анатолій Дмитрович
Сирих Анатолій Дмитрович — радянський, український режисер-документаліст. Заслужений діяч мистецтв України (2002).
Народ. 2 жовтня 1946 р. у Новосибірську в родині робітника. Закінчив режисерський факультет Всесоюзного державного інституту кінематографії (1974).
Працював на Казанській студії кінохроніки.
З 1977 р. — режисер «Укркінохроніки».
Створив стрічки: «Світло попереду» (1978, Диплом Всесоюзного тижня-огляду праць молодих кінематографістів, Київ, 1979; Перший приз V Всесоюзного огляду фільмів про робітничий клас, Ярославль, 1981), «Колесо Федора Примаченка» (1979, за сцен. Г. Мєстєчкіна), «Дільничий інспектор» (1980), «Коріння» (1981), «Біль і крик» (1986), «Григорій Гавриленко. Образ світлий» (1988), «Батюшка» (1989), «Ангеле мій…» (1990), «Михайло Булгаков. Київські сни» (1991), «Валентин Сильвестров. Тихі пісні», «Той самий Айги (Зимові гульбища)» (1992), «Кисле вино» (1993), «Сергій Параджанов. Відвідини» (1994), «Іван Миколайчук. Посвята» (1998), «Співачка» (2004), «Валерій Ламах. Коло життя» (2013) та ін.
Член Національної Спілки кінематографістів України.